# 1955 en photographie
| Années de la photographie : 1952 - 1953 - 1954 - 1955 - 1956 - 1957 - 1958    |
| Décennies de la photographie : 1920 - 1930 - 1940 - 1950 - 1960 - 1970 - 1980 |

Cet article présente les faits marquants de l'année 1955 en photographie.

## Évènements
- Fondation à Amsterdam, aux Pays-Bas, de World Press Photo, organisation indépendante et non lucrative, qui a pour but de soutenir le développement du photojournalisme et de promouvoir l'échange libre et non-restreint de l'information ; elle décerne le prix World Press Photo of the Year.
- Création à Paris de l'Agence Dalmas, agence de presse et de photo-reportage par le journaliste Louis Dalmas.
- La Société française de photographie, s'installe au 9 rue de Montalembert à Paris et y ouvre une galerie d'exposition[1].
- La Bibliothèque nationale de France acquiert auprès de Georges Sirot, collectionneur français  de photographies, un ensemble de 60 000 clichés et plusieurs centaines d'albums.

## Photographies notables
- 10 janvier et 17 janvier : le magazine Life publie le reportage photographique effectué en Union soviétique à l'automne 1954 par Henri Cartier-Bresson, au moment du dégel qui suit la mort de Staline ; les photographies paraîtront dans Paris Match, Stern, Picture Post et Epoca.

- octobre : la photographie de mode Dovima et les Éléphants réalisée par Richard Avedon est publiée dans le magazine Harper's Bazaar : elle montre la mannequin Dovima posant entre deux éléphants au Cirque d'Hiver à Paris dans une robe de soirée noire dessinée pour Christian Dior par son assistant Yves Saint-Laurent[2].

## Livres de photographies
- Henri Cartier-Bresson, Moscou vu par Henri Cartier-Bresson, Paris, R. Delpire, coll. « Collection Neuf » (no  15)[3].
- Raymond Cauchetier, Saigon (préface de Pierre-Jean Laspeyres), Paris, Albin Michel[4].
- Robert Doisneau (préf. Blaise Cendrars, Albert Plécy), Instantanés de Paris, Grenoble, Arthaud, coll. « Les Imaginaires » (no 4).
- Ergy Landau :
  - Aujourd'hui la Chine, texte de Pierre Gascar, préface de Claude Roy, Lausanne, Éditions Clairefontaine, 168 p.
  - Chine ouverte, texte de Pierre Gascar, Paris, Gallimard, 183 p.
- (it) Paul Strand et Cesare Zavattini, Un Paese, Turin, Giulio Einaudi, 107 p.[5] ; la photographie La famille Lusetti, Luzzara (en) que Strand a prise en 1953 à Luzzara figure en couverture de l'ouvrage[6].

## Études, essais, articles
- (en) Helmut Gernsheim et Alison Gernsheim, The History of Photography. From the earliest use of the camera obscura in the eleventh century up to 1914, Londres, Oxford University Press, XXVIII-395 p.
- Lucien Lorelle, Guide du photographe amateur, Paris, Paul Montel, 168 p.[7].

## Expositions
- 24 janvier : inauguration de The Family of Man, exposition conçue par Edward Steichen, pour le Museum of Modern Art (MoMA) de New York, réunissant 503 photographies de 273 photographes, professionnels et amateurs, renommés ou inconnus, en provenance de 68 pays[8], qui a ensuite parcouru le monde entier, s'arrêtant notamment dès 1955 en Allemagne à Berlin, en 1956 au Japon à Tokyo[9] et en France sous le titre « La grande famille des hommes » au Musée d'Art moderne de la ville de Paris , mais aussi en Afrique du Sud, en Inde, au Mexique, au Zimbabwe, en Australie, en Russie, etc.[10].
- 21 mars-17 avril : Eliot Porter, American Birds, Limelight Gallery, New York.
- 26 octobre - 30 novembre : Henri Cartier-Bresson. Photographies 1930-1955, Musée des Arts décoratifs, Pavillon de Marsan, Paris[11].
- Un siècle de vision nouvelle, commissaire d'exposition Jean Adhémar, Bibliothèque nationale, Paris[12],[13].

## Festivals et congrès photographiques
- 10e Salon national de la photographie, Pourquoi la couleur ?, Bibliothèque nationale, Paris[14].

## Prix et récompenses
- Création par l'association Gens d'images du Prix Niépce qui « récompense chaque année l’œuvre d’un ou une photographe professionnel résidant en France depuis plus de trois ans ». Premier récipiendaire : Jean Dieuzaide.
- Création par l'association Gens d'images, en partenariat avec la Bibliothèque nationale, du Prix Nadar, qui récompense un livre consacré à la photographie ancienne ou contemporaine édité en France au cours de l’année. Premier récipiendaire : Werner Bischof, Japon, Paris, éd. Delpire.
- Création par la Deutsche Fotografische Akademie (de) de la médaille David-Octavius-Hill. Premiers lauréats : Walter Hege, Carl Adolf Schleussner, Erich Stenger, Bruno Uhl.
- Prix Pulitzer de photographie : John L. Gaunt (en), photographie Tragedy by the Sea (en) publiée dans le Los Angeles Times le 3 avril 1954, représentant deux jeunes parents désespérés au bord de l'océan Pacifique à Hermosa Beach, en Californie, alors que leur bébé de 9 mois vient de disparaître[15].
- Création du Prix Robert Capa Gold Medal par l'Overseas Press Club of America pour « le meilleur grand reportage photographique publié ayant requis un courage et une initiative exceptionnels ». Premier récipiendaire : Howard Sochurek (Magnum) pour sa couverture de la guerre du Viêt Nam dans Life.
- Prix de la Société de photographie du Japon : plusieurs photographes dont Toragorō Ariga, Ken Domon, Katsuji Fukuda
- Création du World Press Photo of the Year, prix décerné à des photographes de presse par des membres du syndicat national des photojournalistes des Pays-Bas[16]. Premier récipiendaire : Mogens von Haven, pour la photographie prise le 28 août 1955 d'un motocycliste s'écrasant en compétition sur une piste de courses au Danemark[17].

## Naissances
- 15 janvier : Andreas Gursky, photographe allemand.
- 27 janvier : Ulla Jokisalo, photographe finlandaise.
- 18 février : Xavier Lambours, photographe français, réalisateur de roman-photo, lauréat en 1994 du prix Niépce.
- 22 février : Edward Burtynsky, photographe canadien.
- 24 février : Joan Fontcuberta, photographe plasticien espagnol d'origine catalane, lauréat en 1998 du Premio Nacional de la Fotografía.
- 25 février : Florence Chevallier, photographe française, lauréate en 1998 du Prix Niépce.
- 28 février : Charlie Cole, photographe et photojournaliste américain, lauréat du World Press Photo of the Year, mort le 5 septembre 2019.
- 20 mai : Anton Corbijn, photographe et réalisateur néerlandais.
- 20 mai : François Guénet, photographe et photojournaliste franco-britannique.
- 20 juin : Pedro M Cabral, photographe portugais.
- 22 juin : Peter Turnley, photojournaliste franco-américain.
- 18 août : Patrick Zachmann, photographe et photojournaliste français, lauréat en 1989 du Prix Niépce et en 2016 du Prix Nadar.
- 26 août : François Delebecque, photographe plasticien et écrivain français.
- 3 octobre : Raakel Kuukka, photographe finlandaise.
- 14 décembre : Hugues de Wurstemberger, photographe suisse, lauréat en 1990 du prix Niépce.
- 27 décembre : Giovanni Gastel, photographe italien, mort le 13 mars 2021.

- Date précise inconnue ou non renseignée :
  - Jun Abe, photographe japonais.
  - Pery Burge, photographe et artiste peintre britannique, morte le 10 février 2013.
  - Federico Busonero, photographe italien.
  - Alain Ernoult, reporter-photographe français.
  - Pascal Maitre, photographe français.
  - Sari Poijärvi, photographe finlandaise.
  - Sergueï Soubbotine, photojournaliste russe.

## Décès
- 5 janvier : Alexander Wienerberger, ingénieur chimiste autrichien, photographe de l'Holodomor en Ukraine dans les années 1930, né le 8 décembre 1891.
- 30 mars (morte accidentellement lors d'un reportage en Inde) : Ylla, photographe américano-hongroise, née le 16 août 1911.
- 3 juin : Kōshirō Onchi, peintre, graveur et photographe japonais, né le 2 juillet 1891.
- 22 septembre : Robert Taft, universitaire américain, professeur de chimie, auteur d'ouvrages sur la photographie, né le 24 mars 1894.
- 19 novembre : Přemysl Koblic, photographe, journaliste et chimiste tchécoslovaque, né le 2 juillet 1892.
- 6 décembre : George Platt Lynes, photographe de mode et de publicité américain, mort le 15 avril 1907.

## Célébrations
Centenaire de naissance
- Thomas Andrew (en)
- Josef Maria Eder
- William Friese-Greene
- Charles Lansiaux
- Manó Mai
- Secondo Pia
- August Schuffert
- Étienne Wallon
- Alfred Watkins

Centenaire de décès
- Fortuné Joseph Petiot-Groffier
- Lorenzo Suscipj